# Zardob
Zardob (ryska: Зардоб) är en distriktshuvudort i Azerbajdzjan.   Den ligger i distriktet Zərdab Rayonu, i den centrala delen av landet, 190 km väster om huvudstaden Baku. Antalet invånare är 10 612.
Terrängen runt Zardob är mycket platt. Zardob är det största samhället i trakten.
Trakten runt Zardob består till största delen av jordbruksmark. Runt Zardob är det ganska tätbefolkat, med 60 invånare per kvadratkilometer.